# Opération Willi

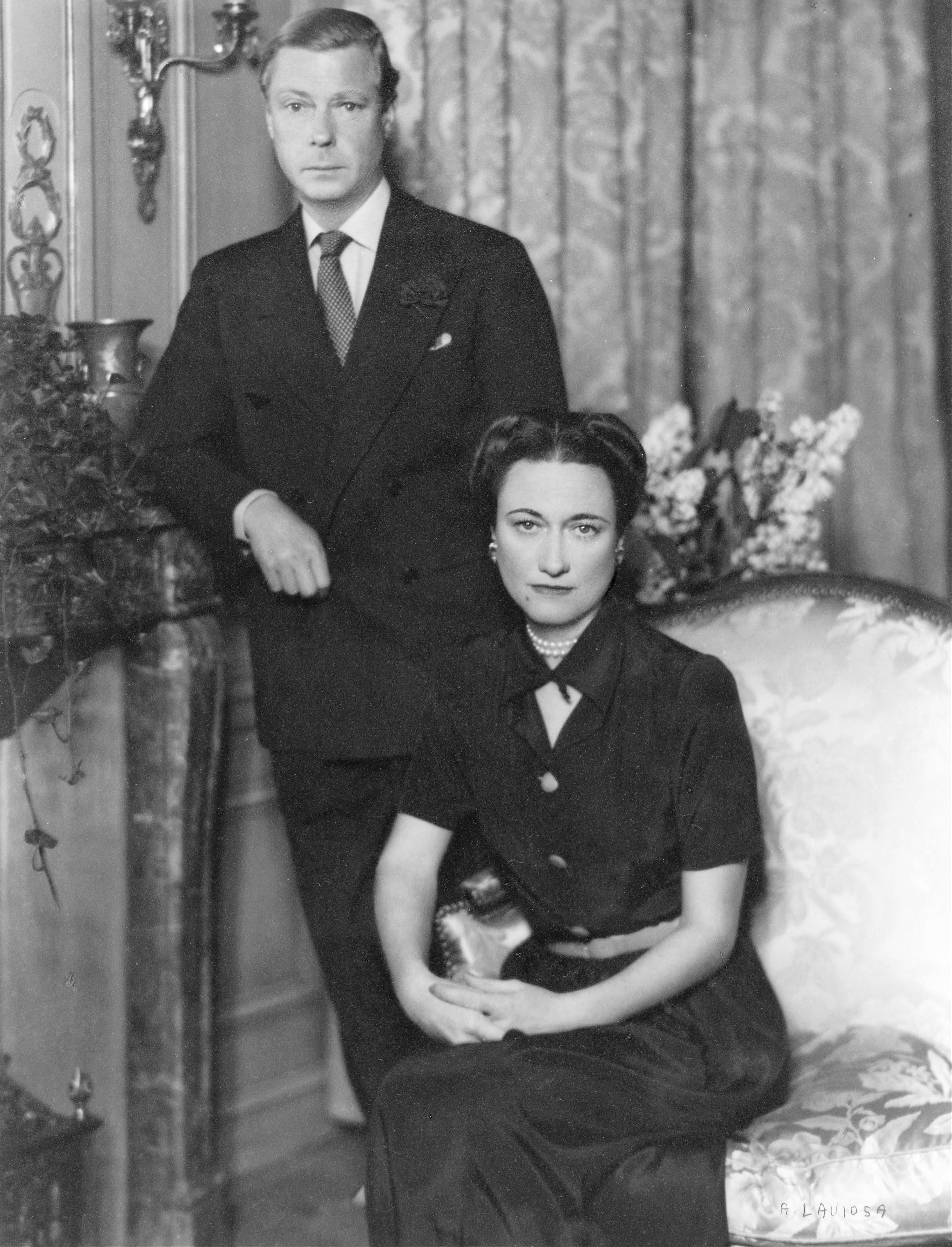
Le futur roi Édouard VIII et Wallis Simpson (1934).

L'opération Willi (en allemand : Unternehmen Willi et en anglais : Operation Willi) est le nom de code de la tentative infructueuse des SS d'enlever l'ex-roi Édouard VIII du Royaume-Uni en juillet 1940, et de l'inciter à collaborer avec le dictateur allemand Adolf Hitler en vue de conclure un accord de paix avec la Grande-Bretagne ou de le rétablir sur le trône après l'invasion du Royaume-Uni par les Allemands.

## Contexte
Édouard VIII, fils aîné de George V, monte sur le trône britannique à la mort de son père, en janvier 1936. Peu après son avènement, il annonce son souhait d'épouser l'Américaine divorcée Wallis Simpson, mais l'Église d'Angleterre comme le gouvernement britannique s'opposent à cette union. Par conséquent, le souverain abdique moins d'un an plus tard en faveur de son frère Albert (qui prend le nom de règne de George VI). L'ex-roi, désormais titré duc de Windsor, épouse Wallis Simpson en France en juin 1937 et, en octobre suivant, ils visitent l'Allemagne à l'invitation personnelle d'Adolf Hitler, qui voit dans le duc un allié potentiel, alimentant les spéculations sur les sympathies pro-nazies du couple.
Selon le biographe Andrew Morton, ils sont traités en Allemagne avec toute la dignité due aux membres de la famille royale, les membres de l'aristocratie leur faisant la révérence et accordant à la duchesse la qualification d'altesse royale. Le duc se montre admiratif des réalisations économiques du régime telles que la réduction du chômage, à une époque où la brutalité nazie n'a pas encore été révélée. Toujours est-il qu'il a « fermé les yeux sur une grande partie de ce qu'il ne voulait pas voir »,.
Lorsque la Seconde Guerre mondiale débute en septembre 1939, le duc devient officier de liaison de la mission britannique auprès du haut commandement de l'Armée française. Il sert alors d'agent pour les services de renseignements militaires britanniques, qui souhaitent obtenir des informations sur les défenses françaises, en particulier sur la ligne Maginot. Ses rapports, qui donnent une évaluation très précise de l'impréparation française, sont cependant ignorés.
Après la défaite de la France en juin 1940, le duc et la duchesse rejoignent l'Espagne en passant par Biarritz pour échapper à la capture par les Allemands.

## Les prémices d'un complot
Le 23 juin, l'ambassadeur allemand à Madrid, Eberhard von Stohrer, télégraphie à Joachim von Ribbentrop, ministre des Affaires étrangères du Reich, que le ministre espagnol des Affaires étrangères, le colonel Juan Luis Beigbeder, s'enquiert de l'attitude à adopter à l'égard du duc, qui souhaite se rendre au Portugal, et de la possibilité de le détenir.
Le lendemain, Ribbentrop demande à Stohrer de transmettre la suggestion de retenir le duc et la duchesse pendant deux semaines, mais sans laisser paraître que l'idée vient de lui. Stohrer répond que Beigbeder fera ce que Ribbentrop demande. Le 2 juillet, le ministre espagnol des Affaires étrangères informe Ribbentrop qu'il a rencontré le duc et lui fait part de l'antagonisme présumé de ce dernier à l'égard de la famille royale britannique en raison du traitement réservé à son épouse ainsi que de ses critiques à l'égard de Winston Churchill et de sa politique en temps de guerre. Le duc et la duchesse de Windsor arrivent finalement à Lisbonne le 3 juillet 1940.
Le gouvernement britannique a vent des propos indiscrets que le duc aurait tenus avec Beigbeder et Winston Churchill lui envoie un télégramme lui ordonnant de rentrer en Grande-Bretagne. Le Premier ministre souligne que le duc, qui possède le grade temporaire de major général, est sous autorité militaire et que s'il n'obéit pas, il sera traduit devant une cour martiale. Ensuite, un autre télégramme le désigne comme gouverneur des Bahamas, et lui ordonne de prendre immédiatement ses fonctions. Néanmoins, le duc et la duchesse de Windsor séjournent un mois dans la villa du banquier Ricardo Ribeiro do Espírito Santo Silva (pt), réputé avoir des sympathies pro-nazies.
Le ministre plénipotentiaire d'Allemagne à Lisbonne, le baron Oswald von Hoyningen-Huene (en), en fait part à Ribbentrop le 11 juillet et ajoute que le duc « a l'intention de retarder son départ aussi longtemps que possible […] dans l'espoir d'une tournure des événements qui lui soit favorable ». Ribbentrop y voit un signe encourageant et écrit à l'ambassadeur Stohrer pour tenter d'empêcher Édouard de se rendre aux Bahamas en le ramenant en Espagne, de préférence par ses amis espagnols, et en le persuadant, voire en l'obligeant, à rester sur le territoire espagnol. Il laisse également entendre que les services secrets britanniques comptent faire assassiner le duc dès son arrivée aux Bahamas.

## L'émissaire
Le lendemain (12 juillet 1940), Stohrer rencontre Ramón Serrano Súñer, ministre espagnol de l'Intérieur et beau-frère de Francisco Franco, qui lui promet d'exécuter le plan suivant : le gouvernement espagnol enverra comme émissaire un ami du duc, Miguel Primo de Rivera, chef de la Phalange et fils de l'ancien dictateur Miguel Primo de Rivera. Rivera invitera le duc en Espagne pour une partie de chasse et pour discuter des relations anglo-espagnoles. Il l'informera également du prétendu complot des services secrets britanniques visant à l'éliminer. Si le duc de Windsor accepte de rester en Espagne, il recevra une aide financière qui lui permettra de maintenir un niveau de vie digne de son rang (quelque 50 millions de francs suisses auraient été mis de côté à cet effet). Rivera accepte la mission, sans toutefois être informé de l'implication des Allemands.
Ainsi, il rend visite au duc et à la duchesse de Windsor le 16 juillet, et présente l'offre au duc qui, bien que réceptif, exprime des réserves, notamment en raison des télégrammes du gouvernement britannique qui l'incitaient à partir pour les Bahamas. Une autre visite, le 22 juillet, donne des résultats similaires. C'est au moment de la dernière visite de Rivera que les nazis élaborent le plan d'enlèvement du couple. Hitler charge personnellement Walter Schellenberg de l'opération.

## Le rôle de Schellenberg

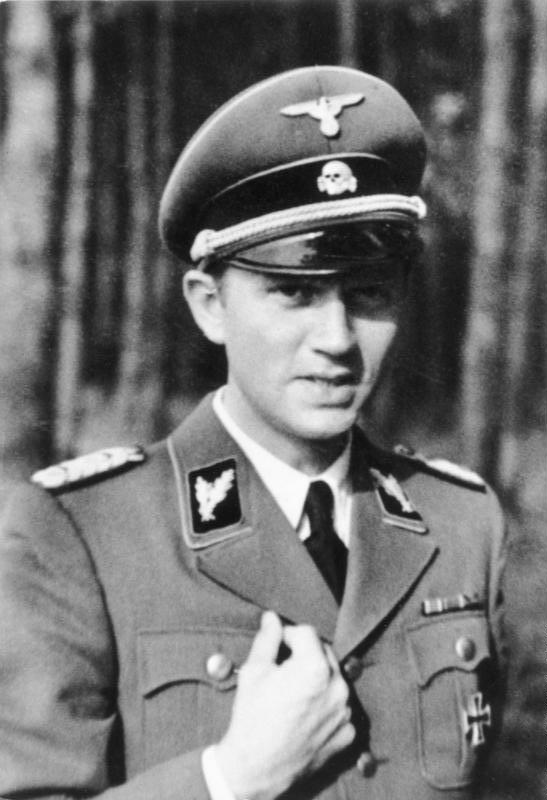
Walter Schellenberg.

Schellenberg, qui a reçu la croix de fer pour son rôle dans l'incident de Venlo l'année précédente, s'envole de Berlin à Madrid, où il s'entretient avec Stohrer, puis se rend au Portugal pour commencer à travailler. Le plan final consiste à faire passer la frontière espagnole au duc et à la duchesse de Windsor (avec la complicité des agents frontaliers coopératifs, puisque le couple n'a pas de passeport) et à les y maintenir afin de les « protéger des conspirateurs qui attentent à leur vie, en particulier les services de renseignement britanniques ».
Walter Schellenberg met en œuvre des tactiques d'intimidation afin d'inciter le duc à quitter le pays, tout en essayant de faire porter la responsabilité aux Britanniques. Il organise des jets de pierres contre les fenêtres de la villa puis fait circuler parmi les domestiques la rumeur que les Britanniques sont responsables. Un bouquet de fleurs est envoyé à la duchesse pour l'avertir des « machinations des services de renseignements britanniques ». Une autre tactique d'épouvante (le tir de coups de feu entraînant le bris inoffensif des vitres), prévue pour le 30 juillet, est abandonnée en raison des effets psychologiques possibles sur la duchesse de Windsor.

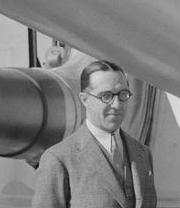
Sir Walter Monckton.

Le même jour, Schellenberg signale l'arrivée de Sir Walter Monckton, un vieil ami du duc, manifestement chargé par le gouvernement britannique d'accélérer le départ du couple vers les Bahamas. L'ambassadeur allemand lui signale que leur départ est prévu pour le 1er août. Selon les mémoires de Schellenberg, lorsque Hitler l'apprit, il lui demanda instamment d'abandonner tout prétexte et de les enlever purement et simplement.

## L'échec du complot
Tandis que l'ambassadeur d'Espagne à Lisbonne est sollicité pour lancer un appel de dernière minute au couple, la voiture transportant les bagages ducaux est « sabotée » selon Walter Schellenberg, de sorte que les bagages arrivent au port en retard. Une alerte à la bombe est également lancée par les Allemands sur le paquebot Excalibur (en) sur lequel le duc et la duchesse doivent embarquer, ce qui retarde encore leur départ pendant que les autorités portugaises fouillent le navire. Le duc et la duchesse de Windsor partent néanmoins le soir même.
Si Schellenberg impute l'échec du complot à Sir Walter Monckton, à l'effondrement du plan espagnol et à la prétendue « mentalité anglaise » du duc, il est également probable que Schellenberg ait délibérément refusé de mettre en œuvre le plan, qui semblait voué à l'échec dès le départ. Lui-même reconnaît, dans ses mémoires, que son rôle dans l'affaire était dérisoire.

## L'opération Willi vue par les historiens
De nombreux historiens ont suggéré que Hitler était prêt à restaurer le duc de Windsor sur le trône dans l'espoir d'établir une Grande-Bretagne fasciste, si Édouard avait accepté de le faire après avoir atteint l'Espagne. Les documents récupérés auprès des Allemands, en 1945, près de Marbourg (appelés plus tard les « dossiers de Marbourg ») comprennent une correspondance intéressante sur l'issue prévue de l'opération Willi,. Un télégramme de Joachim von Ribbentrop indique en effet que le duc se verrait offrir le trône — en tant que roi fantoche — si l'opération réussissait et qu'Édouard atteignait l'Espagne. Un autre télégramme indique que le projet de rétablir le duc de Windsor comme roi a été discuté avec le duc et la duchesse eux-mêmes : 

« Tous deux semblaient être complètement liés à des modes de pensée formalistes, puisqu'ils ont répondu que, selon la Constitution britannique, cela n'était pas possible après l'abdication […] Lorsque l'agent a fait remarquer que le cours de la guerre pouvait entraîner des changements même dans la Constitution britannique, la duchesse en particulier est devenue très pensive. »

Le duc de Windsor a été nommé au poste de gouverneur des Bahamas en 1940 afin de l'éloigner de l'Europe, car ses liens présumés avec les nazis « faisaient de lui un boulet », selon l'historienne royale Carolyn Harris,.

## Dans la culture populaire
Harry Patterson fait un récit fictif de l'opération Willi dans son roman Pour attraper un roi (To Catch a King), paru en 1979. L'auteur postule que le duc de Windsor a transmis la date prévue de l'opération Lion de Mer aux Britanniques, après avoir piégé ses ravisseurs allemands potentiels pour qu'ils la révèlent.
L'opération Willi est évoquée dans l'épisode 2 (Sympathies nazies) de la série documentaire historique Familles royales : grandeurs et décadences (2021).